# New Shoreham (Rhode Island)
New Shoreham – miasto w Stanach Zjednoczonych, w stanie Rhode Island, w hrabstwie Washington.